# Willa Fitzgerald
Willa Fitzgerald (Nashville, 17 gennaio 1991) è un'attrice statunitense.

## Biografia
Willa Fitzgerald nasce a Nashville, nel Tennessee, il 17 gennaio 1991. Nel 2013 si laurea con un Bachelor of Arts in Studi teatrali all'Università di Yale e poco tempo dopo si trasferisce a New York. È nota soprattutto per il ruolo di Emma Duval nella serie televisiva Scream, basata sull'omonima serie di film, e per i ruoli ricorrenti di Lola Laffer in Alpha House e di Emma Miller in Royal Pains. È apparsa come guest star nelle serie televisive Blue Bloods, The Following e Gotham. Nel marzo 2021, è stata scelta per il ruolo dell'ufficiale Roscoe Conklin nella prima stagione della serie Amazon Prime Video Reacher, trasmessa per la prima volta nel febbraio 2022.

## Filmografia

### Cinema
- For the Love of a Dog, regia di Sheree Le Mon (2008)
- Freak Show, regia di Trudie Styler (2017)
- Blood Money - A qualsiasi costo (Blood Money), regia di Lucky McKee (2017)
- Beach House, regia di Jason Saltiel (2018)
- Il cardellino (The Goldfinch), regia di John Crowley (2019)
- 18½, regia di Dan Mirvish (2021)
- Savage Salvation, regia di Randall Emmett (2022)
- Wildcat, regia di Ethan Hawke (2023)
- Strange Darling, regia di JT Mollner (2023)
- Alarum, regia di Michael Polish (2025)

### Televisione
- Alpha House – serie TV, 12 episodi (2013-2014)
- Blue Bloods – serie TV, episodio 4x12 (2014)
- The Following – serie TV, episodio 2x12 (2014)
- Royal Pains – serie TV, 13 episodi (2014)
- Wall Street, regia di Benjamin Cavell e Taylor Elmore – film TV (2014)
- The Novice, regia di Joe Gayton e Tony Gayton – film TV (2014)
- Gotham – serie TV, episodio 1x19 (2015)
- Scream: La serie (Scream: The Series) – serie TV, 24 episodi (2015-2016)
- Relationship Status – serie TV, episodi 1x01-1x06 (2016)
- Bull – serie TV, episodio 1x11 (2017)
- Piccole donne (Little Women) – miniserie TV, 3 puntate (2017)
- Behind Enemy Lines, regia di McG – film TV (2017)
- House of Cards - Gli intrighi del potere (House of Cards) – serie TV, episodi 6x07-6x08 (2018)
- #Fashionvictim, regia di Mark Waters – film TV (2018)
- Law & Order - Unità vittime speciali (Law & Order: Special Victims Unit) – serie TV, episodio 20x11 (2019)
- Younger – serie TV, 2 episodi (2019)
- Dolly Parton: Le corde del cuore (Dolly Parton's Heartstrings) – serie TV, episodio 1x07 (2019)
- Prova a sfidarmi (Dare Me) – serie TV, 10 episodi (2019-2020)
- Billions – serie TV, episodio 1x03 (2020)
- Reacher – serie TV, 8 episodi (2022)
- La caduta della casa degli Usher (The Fall of the House of Usher) – miniserie TV, 8 episodi (2023)
- Pulse - serie TV, 10 episodi (2025)

### Cortometraggi
- Food of Love, regia di Sarah Rosen (2012)
- Two Cheeseburgers: Part 3, regia di Zach Bell (2013)
- Scream: Killer Party (2015)

## Riconoscimenti
- Critics' Choice Awards
  - 2024 – Candidatura alla miglior attrice di supporto in una miniserie o film televisivo per La caduta della casa degli Usher[8]
- BAM Awards
  - 2019 – Candidatura al miglior cast per Il cardellino[9]
- TV Guide Awards
  - 2016 – Candidatura al miglior cast per Scream: La serie
- Teen Choice Awards
  - 2015 – Candidatura alla miglior star femminile dell'estate per Scream: La serie[10]

## Doppiatrici italiane
Nelle versioni in italiano delle opere in cui ha recitato, Willa Fitzgerald è stata doppiata da:
- Elena Perino[11] in Piccole donne[12], Reacher[13], La caduta della casa degli Usher[14], Strange Darling, Pulse
- Eleonora Reti[15] in Scream (2ª voce)[16], Prova a sfidarmi[17]
- Giulia Tarquini[18] in Gotham[19], Blood Money - A qualsiasi costo[20]
- Benedetta Ponticelli in Blue Bloods
- Rossa Caputo[21] in Royal Pains[22]
- Margherita De Risi[23] in Dolly Parton: Le corde del cuore[24]
- Sara Labidi[25] in Il cardellino[26]
- Valentina Favazza[27] in Scream (1ª voce)[16]
- Chiara Oliviero[28] in Bull[29]
- Roisin Nicosia[30] in House of Cards - Gli intrighi del potere[31]